# Économie de la République centrafricaine
L'économie de la République centrafricaine, L'agriculture représentait 55 % du PIB en 2001. Le pays a développé une industrie minière, souvent artisanale, avec des gisements d'aluminium, de cuivre, d’or, de diamant, d’uranium et des puits de pétrole,.

## Agriculture et exploitation forestière
Les principales cultures sont le manioc (cassave), les bananes, le maïs, le café, le coton et le tabac,.
Le potentiel des sols est estimé à 15 millions d'hectares,.
Le nord-ouest et le centre du pays représentent un bassin agricole important pour les cultures de coton et de canne à sucre. Toutefois, la faiblesse des infrastructures et du soutien à la production, qui reste majoritairement extensive, limite très fortement les rendements, très inférieurs à ceux des pays voisins. L'enclavement du pays demeure un handicap important.
En 2009, l’élevage s’appuie sur un cheptel d'environ 15 millions de têtes.
L'exploitation forestière contribue largement au PIB, avec d'importantes ressources en bois tropicaux. La forêt centrafricaine couvre une superficie de 3,8 millions d'hectares,. Dès le début de la colonisation, on a exploité l'hévéa pour son latex, aujourd'hui les essences sont plus diversifiées. Les moins nobles sont transformées localement par une petite industrie de contreplaqués, tandis que les plus précieuses sont exportées sans transformation sous forme de grumes.

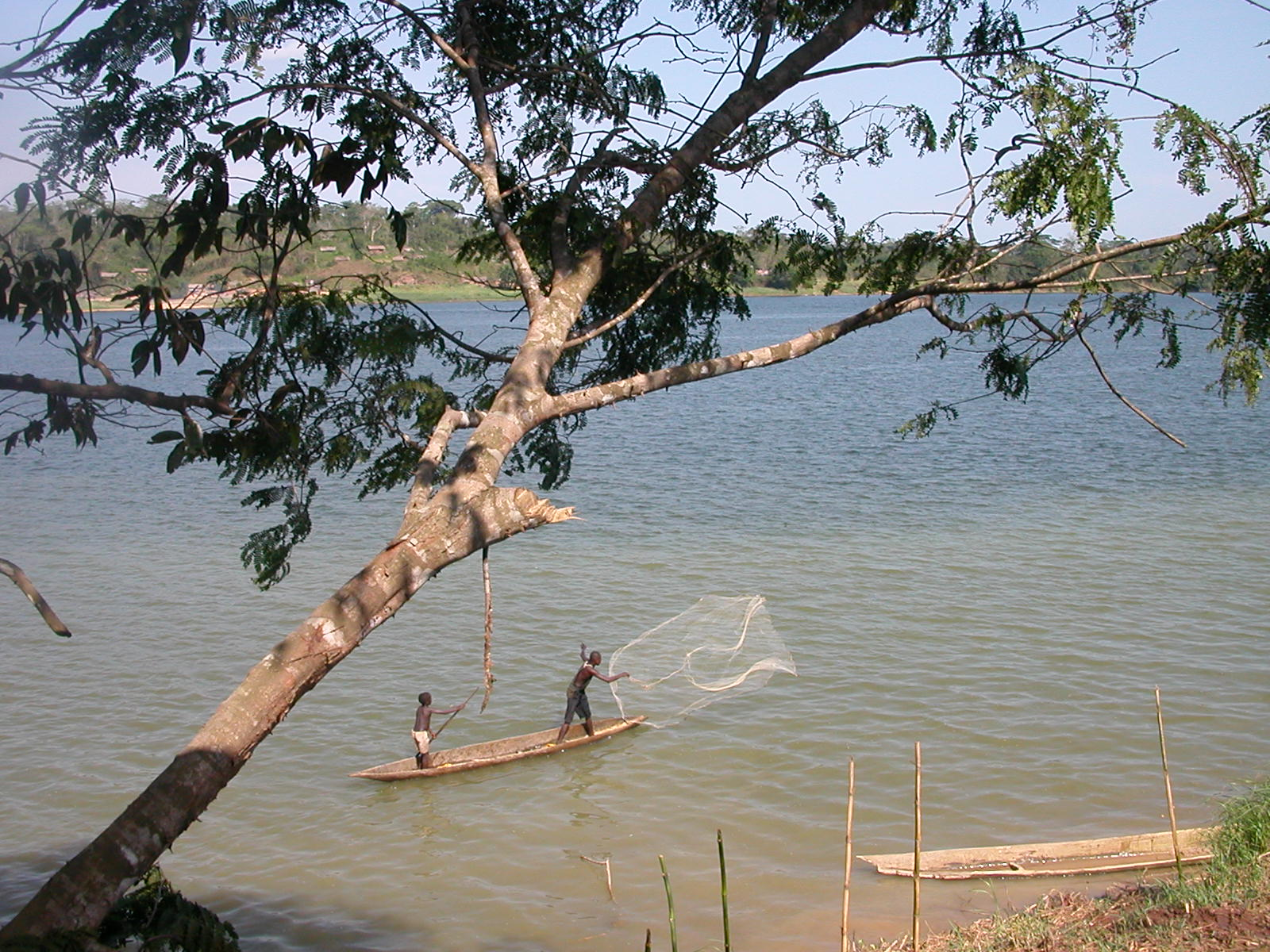
Pêche au filet sur l'Oubangui.
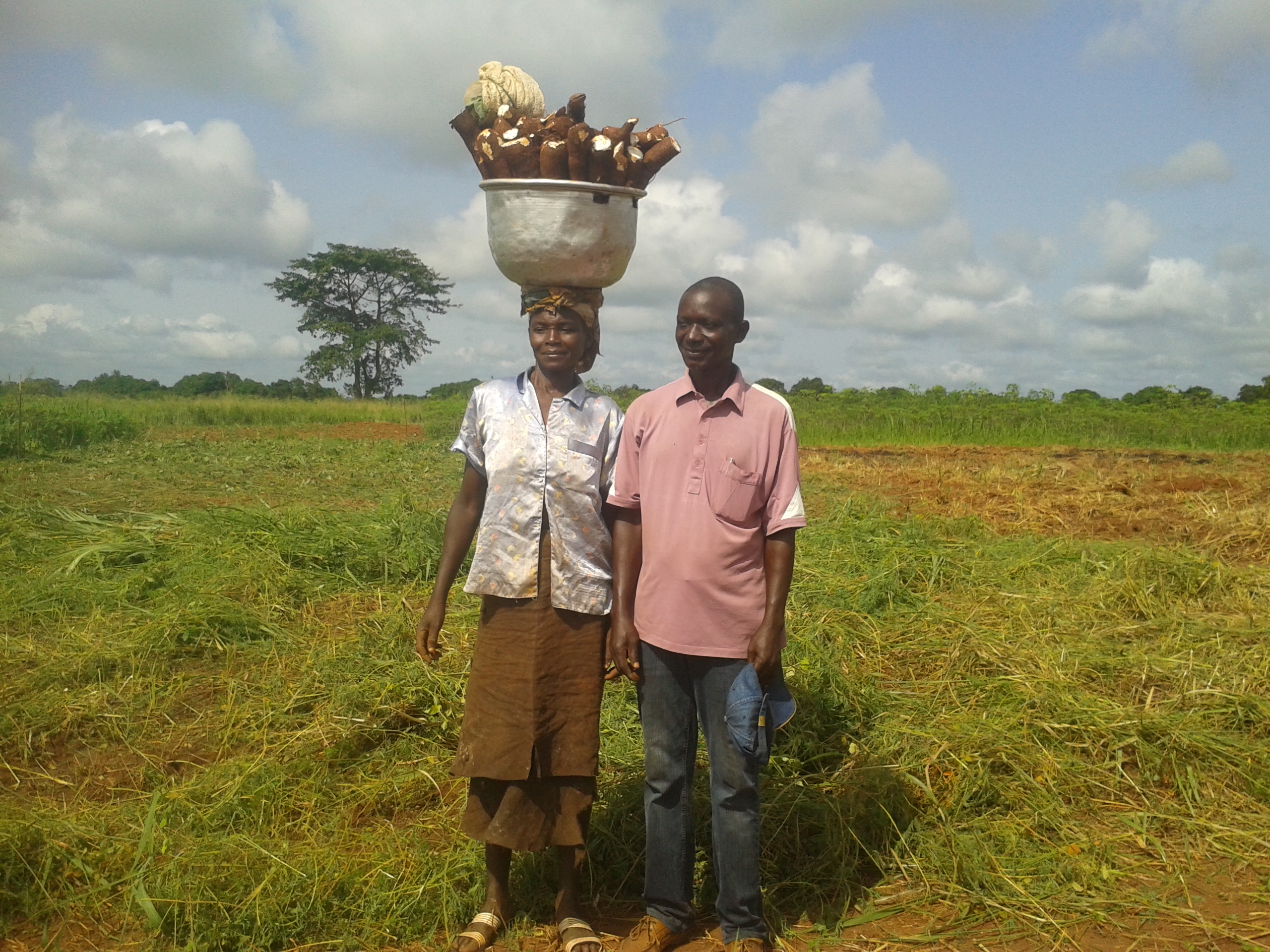
Récolte du manioc
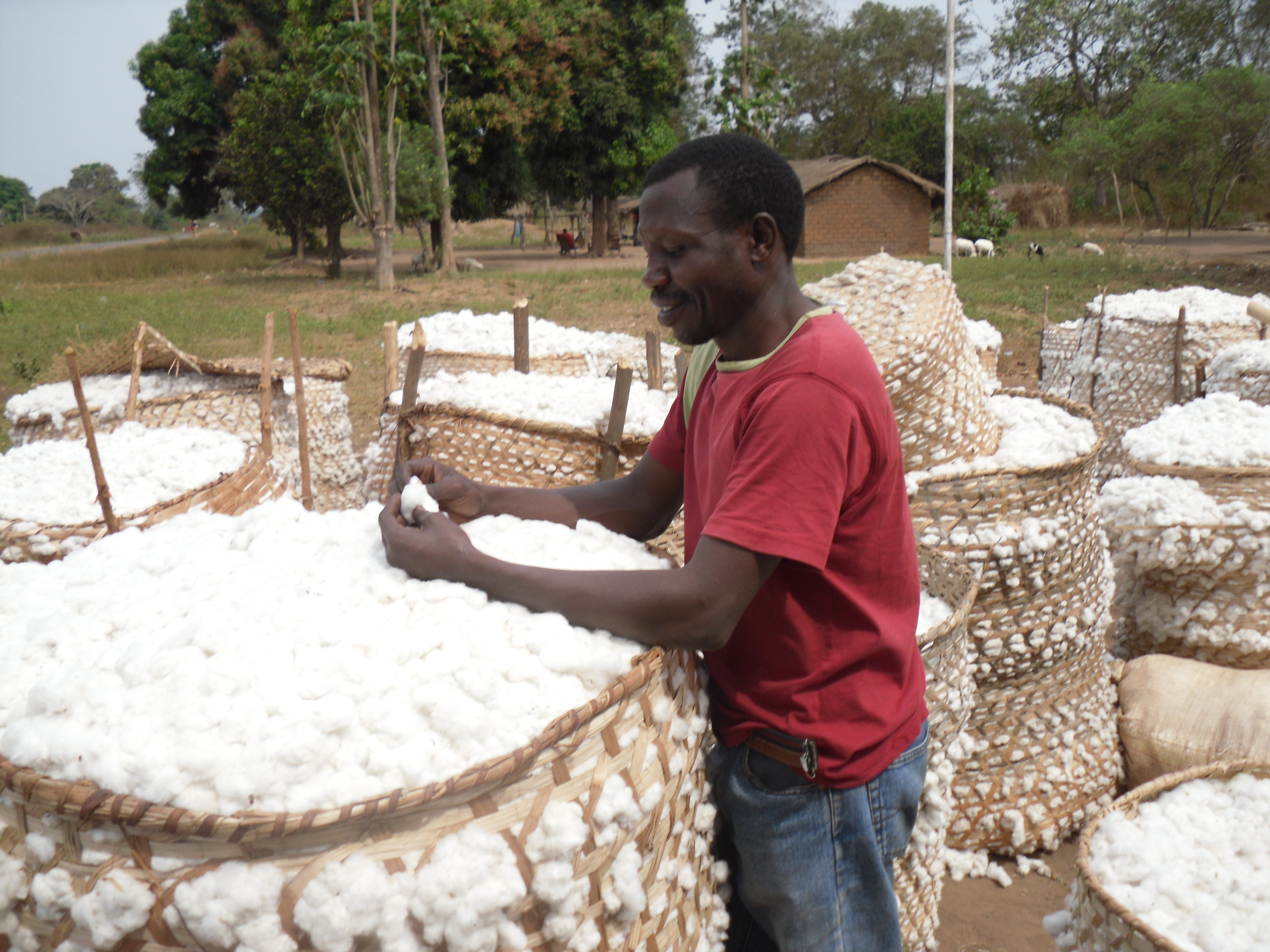
Coton centrafricain
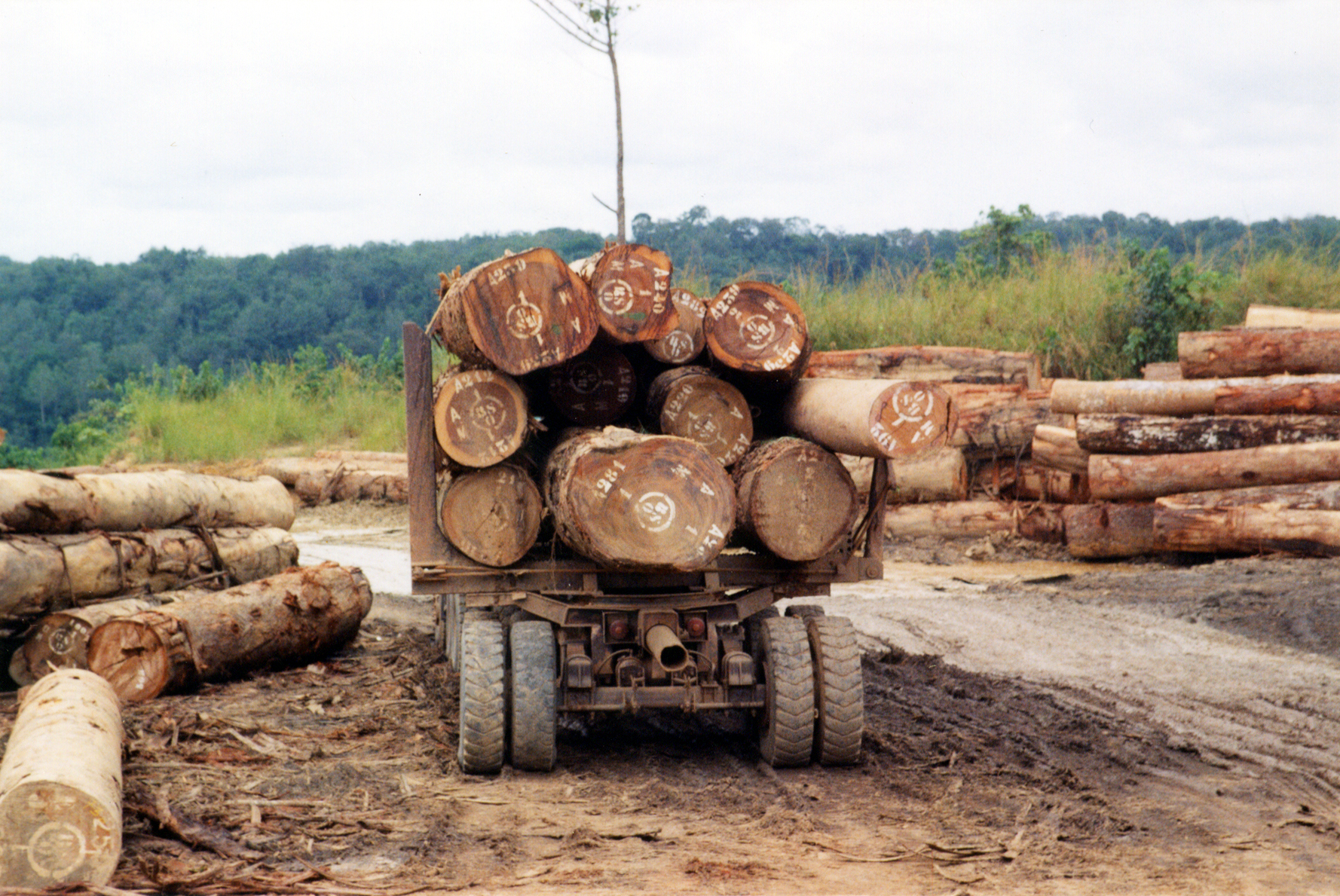
Transport de grumes

## Apiculture
La centrafrique, en 2020 est le 20e Pays du monde et le 4e pays d'Afrique en production du miel

## Pétrole
Les premiers forages pétroliers sont réalisés au début des années 1980 par des compagnies pétrolières américaines dont Grynberg RSM du milliardaire américain Jack Grynberg.
Le président Patassé attribue un permis d'exploitation à la compagnie américaine Grynberg mais celui-ci expire en 2004. S'ensuit une bataille judiciaire entre le pétrolier américain RSM Production Corporation et le gouvernement centrafricain, ou Jack Grynberg est condamné en son absence à cinq ans de prison et 152 millions d'euros de dommages et intérêts. Le gouvernement américain suit de près la situation sur place.
Le pétrole de Gordil, à la frontière tchadienne est concédé par le régime de François Bozizé en 2012 aux Chinois de la China National Petroleum Corporation,, donnant notamment naissance au site pétrolier de Boromata dans la zone de Birao.
Un milliard de barils de pétrole seraient présents dans le pays, principalement au nord, près de la frontière avec le Tchad, certains experts parlant de jusqu’à 5 milliards de barils.
Quatre sites pétroliers prometteurs sont identifiés, soit Bagara, Doseo, Salamat et Doba/Bango.

## Uranium
Dans les années 1960, un gisement de bauxite avait été découvert à Bakouma par le Commissariat à l’énergie atomique. La Centrafrique posséderait environ 20,000 tonnes de réserves d'Uranium.
Le groupe nucléaire Areva a signé en août 2008 avec le pouvoir de François Bozizé, un contrat de 18 milliards de Francs CFA (27 millions d’euros) sur 5 ans portant sur un projet du gisement d’uranium à Bakouma à 900 km au nord-est de Bangui.
Areva a cependant renoncé à l'exploiter en raison de l’insécurité et de la baisse mondiale du cours de l’uranium dû à l’accident nucléaire de Fukushima,.

## Diamants
La production de diamants alluvionnaires de très bonne qualité (diamants de joaillerie) s'établit à environ 500 000 carats bruts par an.
La Centrafrique figure en quatrième ou cinquième place mondiale pour leur qualité.
La production réelle est difficile à estimer au double environ, il existe une contrebande importante dans ce secteur. La production, le commerce, ainsi que la taille des diamants, sont des activités qui font régulièrement l'objet de plans visant à les nationaliser, ou au contraire à les libéraliser. Les chefs d’État centrafricains ont toujours profité du diamant, l'empereur Bokassa les a utilisé à des fins diplomatiques comme lors de l'affaire des diamants. L’exploitation des diamants alimente les différents groupes armés et la violence dans le pays[réf. souhaitée].
En 2013, la Centrafrique est suspendue du Processus de Kimberley visant à lutter contre les diamants du sang,.

## Industrie
Le tissu industriel, qui n'a jamais été très développé par rapport aux pays voisins comme le Cameroun par exemple, a souffert des troubles militaires et politiques successifs, et est aujourd'hui quasiment inexistant. Quelques industries développées dans les années 1970 (manufactures de tissus, de chaussures...) ont disparu. Il subsiste une production locale de bière et de transformation d'aluminium. Le secteur privé emploie environ 11 000 salariés.
Les services publics (eau, électricité, téléphone filaire...), monopoles d'État, sont dans des situations financières difficiles, et les équipements, faute de maintenance et d'investissement, sont pour la plupart vétustes, entraînant des ruptures de service très fréquentes. Le poids important de la dette dans le budget national, et la faiblesse du niveau des ressources propres, rendent la gestion de l'État difficile (non-paiement de salaires des fonctionnaires, grèves et mouvements sociaux) et contribuent à la fragilité des institutions politiques.
Un cadre législatif anachronique voir inexistant, l'absence d'infrastructures de transport et forte corruption, caractérisent l'économie de la République centrafricaine, qui fait également partie d'institutions visant à l'intégration sous-régionale ou régionale comme la CEMAC.

## Braconnage et tourisme
La Centrafrique reste un des endroits de la planète où l'on trouve encore une flore et une faune très diversifiées, en particulier une population d'éléphants d'Afrique de forêt. Cette situation reste très fragile du fait du braconnage pour l'ivoire et de la consommation de viande de brousse, mais représente un potentiel cynégétique et d'écotourisme important. Le tourisme reste encore anecdotique, autant du fait de la faiblesse des infrastructures d'accueil et de transport que de l'insécurité qui règne dans le pays.

## Entreprises
Les entreprises opérant dans le pays sont confrontées à des défis considérables en matière de sécurité, de corruption et de manque d'infrastructures. Elles interviennent principalement dans les secteurs de l'agriculture, de l'exploitation forestière, des mines, de la construction et du commerce. Le groupe russe Wagner déploie un réseau d'entreprises dans les secteurs de l'or, du bois, du café, et des spiritueux. Dans les années 2010, les entreprises françaises étaient présentes sur place dont Total, Bolloré, Castel, Areva ou Orange,.